# 0 mars
0 mars är ett datum före första dagen i mars – den sista dagen i februari.  Formuleringen används i mjukvaruprogram som Microsoft Excel som ett sätt att möjliggöra månadernas och skottårs rörliga längd.
"0 mars" används ibland av astronomer som synonym för sista dagen i februari.